# Vida Franko
Vida Franko, italijanska srednješolska profesorica in slikarka slovenskega rodu, * 1. januar 1933, Gorica, † 23. april 1972, Gorica.

## Življenje in delo
Rodila se je v Gorici v družini Igorja Franka. Osnovno šolo in gimnazijo je obiskovala v rojstnem kraju. Leta 1956 je diplomirala iz slikarstva na Akademiji lepih umetnosti v Benetkah. V letih 1957 do 1972 je poučevala, risanje, likovno vzgojo, in umetnostno zgodovino na več slovenskih srednjih šolah v Gorici. Ustvarjala je v olju, grafiko in drobno plastiko. Udeležila se je več slikarskih razstav in bila pobudnica živahnega slikarskega delovanja na slovenskih šolah v Gorici.